# Bobič
Bobič je priimek v Sloveniji, ki ga je po podatkih Statističnega urada Republike Slovenije na dan 1. januarja 2010 uporabljalo 208 oseb in je med vsemi priimki po pogostosti uporabe uvrščen na 2.049. mesto.

## Znani nosilci priimka
- Ferdinand Bobič (1883—1959), učitelj, pedagog
- Fredi Bobič (*1971), nogometaš (slov.-nem.)
- Franc Bobič (1677—?), slikar
- Jurij Bobič, slikar (17. stoletje)
- Leopold Bobič (1884—1959), pravnik, narodni delavec, protifašist
- Marko Bobič, sabljač
- Miha Bobič, dr. stroj.?, Danfoss (polprevodniki), predsednik projekta "inženirke in inženirji bomo"
- Mitja Bobič (*1983) trobentač , avtor, pevec , pedagog
- Pavlina Bobič (*1977), teologinja, anglistka, zgodovinarka, prevajalka
- Radivoj Bobič (1917—2016), zdravnik ortoped
- Rudi Bobič, pesnik
- Sonja Bobič, farmacevtka
- Tobija Bobič (Wubich), slikar